# Tesařík dubový
Tesařík dubový (Plagionotus arcuatus) je druh tesaříka se žlutými příčnými proužky připomínajícími zbarvení vosy. V Evropě žije v dubových lesích v nížinách a pahorkatinách. Žije hlavně v prosychajících stromech. Larvy vyhlodávají chodby do dřeva. Tento druh zahrnuje několik poddruhů.

## Popis
Dospělí jedinci (imaga) měří 6 až 20 mm. Zbarvení je tmavé s příčnými žlutými proužky, které se nachází jak na krovkách, tak na i hlavě. Díky nim tesařík dubový nápadně připomíná vosu. Tvar, velikost i počet žlutých skvrn jsou variabilní.

## Rozšíření
Vyskytuje se téměř v celé Evropě, také v Malé Asii a severní Africe. Na severu zasahuje do středního Norska, Švédska a na jih Finska. Na britské ostrovy byl příležitostně zavlečen. V České republice je hojný.

## Vývoj
Samice klade do štěrbin v kmenech nebo větvích nemocných nebo poražených stromů. Hlavní hostitelskou rostlinou je dub, ale také buk, habr, vrba, lípa, topol a jiné stromy. Larva se zdržuje pod kůrou, kde vykusuje dlouhou, širokou chodbu a k zakuklení zalézá do dřeva až 7 centimetrů hluboko. Generace je jednoletá nebo dvouletá.